# Sotirios Alexandropoulos
Sotirios Polykarpos Alexandropoulos (griechisch Σωτήριος Πολύκαρπος Αλεξανδρόπουλος, * 26. November 2001 in Marousi) ist ein griechischer Fußballspieler.

## Karriere

### Verein
Sotirios Alexandropoulos begann seine Laufbahn 2010 bei den Junioren von Panathinaikos Athen. Zu Beginn der Saison 2019/2020 erhielt er einen Profivertrag und wechselte in den Kader der Herrenmannschaft. Seinen ersten Pflichtspieleinsatz hatte Alexandropoulos am 20. September 2020, als er im Rahmen des ersten Spieltags der Super-League-Saison 2020/2021 beim Auswärtsspiel bei Asteras Tripolis in der 70. Minute eingewechselt wurde. In der folgenden Zeit konnte er sich als Stammspieler durchsetzen und gewann 2022 mit dem Verein den griechischen Pokal.
Im Sommer 2022 schloss sich Alexandropoulos dem portugiesischen Erstligisten Sporting Lissabon an. Für die Saison 2023/24 kehrte er per Leihe nach Griechenland zurück und schloss sich Olympiakos Piräus an. Nach einer weiteren Leihe zu Standard Lüttich wechselte er im Sommer 2025 per Leihe inklusive Kaufoption von Sporting Lissabon zur Fortuna Düsseldorf.

### Nationalmannschaft
Alexandropoulos durchlief ab der U-16 alle Nachwuchsmannschaften Griechenlands. Insgesamt absolvierte er 26 Länderspiele und erzielte dabei ein Tor. Am 28. März 2021 absolvierte er sein erstes A-Länderspiel für die Herren-Nationalmannschaft beim 2:1-Heimsieg gegen Honduras.

### Erfolge
Panathinaikos
- Griechischer Fußballpokalsieger: 2022

Olympiakos
- UEFA Conference-League-Sieger: 2023/24